# Sainte-Marguerite-de-l’Autel
Sainte-Marguerite-de-l’Autel – miejscowość i dawna gmina we Francji, w regionie Normandia, w departamencie Eure. W 2013 roku jej populacja wynosiła 559 mieszkańców.
W dniu 1 stycznia 2016 roku z połączenia dwóch ówczesnych gmin – Guernanville oraz Sainte-Marguerite-de-l’Autel – utworzono nową gminę Le Lesme. Siedzibą gminy została miejscowość Sainte-Marguerite-de-l’Autel.